# بابی اسمیت
بابی اسمیت (به انگلیسی: Bobby Smith) زادهٔ ۲۲ مارس ۱۹۳۳ بازیکن فوتبال اهل انگلستان بود که سابقهٔ بازی در تیم ملی فوتبال انگلستان را در کارنامهٔ خود دارد. وی در تاریخ ۸ اکتبر ۱۹۶۰ نخستین بازی ملی خود را در مقابل تیم ملی فوتبال ایرلند شمالی انجام داد و با حضور در ۱۵ بازی ملی، در تاریخ ۲۰ نوامبر ۱۹۶۳ واپسین بازی ملی‌اش را در برابر تیم ملی فوتبال ایرلند شمالی برگزار کرد.
این بازیکن توانسته در بازی‌های ملی، ۱۳ گل به ثمر برساند.